# Pressignac-Vicq
Pressignac-Vicq is een gemeente in het Franse departement Dordogne (regio Nouvelle-Aquitaine) en telt 448 inwoners (1999). De plaats maakt deel uit van het arrondissement Bergerac.

## Geografie
De oppervlakte van Pressignac-Vicq bedraagt 16,7 km², de bevolkingsdichtheid is 26,8 inwoners per km².
De onderstaande kaart toont de ligging van Pressignac-Vicq met de belangrijkste infrastructuur en aangrenzende gemeenten.

## Demografie
Onderstaande figuur toont het verloop van het inwonertal (bron: INSEE-tellingen).

1. ↑  Populations de référence 2022.